# Copa do Nordeste 2002
Die Copa do Nordeste 2002, war die siebte Austragung der Copa do Nordeste, eines regionalen Fußballpokalwettbewerbs in Brasilien, der vom nationalen Fußballverband CBF organisiert wurde. Es startete am 19. Januar und endete am 12. Mai 2002. Die beiden Finalisten sowie der drittbeste Klub qualifizierten sich für die Copa dos Campeões 2002. Einem Wettbewerb, in welchem landesweit ein Teilnehmer an der Copa Libertadores 2003, dem wichtigsten südamerikanischen Klubwettbewerb, ermittelt wurde.

## Modus
In einem Ligamodus trafen die 16 Teilnehmer jeweils einmal aufeinander. Die vier Besten der Abschlusstabelle spielte in einer Finalrunde im Pokalmodus den Turniersieger aus. Ab diesem Halbfinale wurden die Entscheidungen in Hin- und Rückspiel ermittelt.

## Teilnehmer
Die 16 Teilnehmer kamen aus den Bundesstaaten Alagoas, Bahia, Ceará, Paraíba, Pernambuco, Rio Grande do Norte und Sergipe.
Die Teilnehmer waren:
| Bundesstaat         | Klub                    |
| ------------------- | ----------------------- |
| Alagoas             | CS Alagoano             |
| Alagoas             | Clube de Regatas Brasil |
| Bahia               | EC Bahia                |
| Bahia               | Fluminense de Feira FC  |
| Bahia               | EC Vitória              |
| Ceará               | Ceará SC                |
| Ceará               | Fortaleza EC            |
| Paraíba             | Botafogo FC (PB)        |
| Paraíba             | FC Treze                |
| Pernambuco          | Náutico Capibaribe      |
| Pernambuco          | Santa Cruz FC           |
| Pernambuco          | Sport Recife            |
| Rio Grande do Norte | ABC Natal               |
| Rio Grande do Norte | América FC (RN)         |
| Sergipe             | AD Confiança            |
| Sergipe             | CS Sergipe              |

## Vorrunde

### Tabelle
| Pl. | Verein     | Sp. | S  | U | N  | Tore    | Diff. | Punkte |
| --- | ---------- | --- | -- | - | -- | ------- | ----- | ------ |
| 1.  | Vitória    | 15  | 11 | 2 | 2  | 038:140 | +24   | 35     |
| 2.  | Bahia      | 15  | 8  | 3 | 4  | 036:210 | +15   | 27     |
| 3.  | Náutico    | 15  | 8  | 3 | 4  | 031:200 | +11   | 27     |
| 4.  | Santa Cruz | 15  | 8  | 1 | 6  | 017:180 | −1    | 25     |
| 5.  | Fluminense | 15  | 7  | 3 | 5  | 016:150 | +1    | 24     |
| 6.  | CRB        | 15  | 6  | 6 | 3  | 033:240 | +9    | 24     |
| 7.  | CSA        | 15  | 6  | 6 | 3  | 027:210 | +6    | 24     |
| 8.  | América    | 15  | 6  | 4 | 5  | 016:140 | +2    | 22     |
| 9.  | Fortaleza  | 15  | 6  | 4 | 5  | 020:190 | +1    | 22     |
| 10. | Sport      | 15  | 6  | 2 | 7  | 025:270 | −2    | 20     |
| 11. | ABC        | 15  | 4  | 7 | 4  | 019:200 | −1    | 19     |
| 12. | Botafogo   | 15  | 5  | 2 | 8  | 023:350 | −12   | 17     |
| 13. | Treze      | 15  | 4  | 4 | 7  | 018:270 | −9    | 16     |
| 14. | Ceará      | 15  | 3  | 6 | 6  | 022:260 | −4    | 15     |
| 15. | Sergipe    | 15  | 2  | 3 | 10 | 021:320 | −11   | 09     |
| 16. | Confiança  | 15  | 1  | 1 | 13 | 014:420 | −28   | 04     |

### Kreuztabelle
| Vorrunde   | ABC   | América | Bahia | Botafogo | Ceará | Confiança | CRB | CSA | Fluminense | Fortaleza | Náutico | Santa Cruz | Sergipe | Sport | Treze | Vitória |
| ---------- | ----- | ------- | ----- | -------- | ----- | --------- | --- | --- | ---------- | --------- | ------- | ---------- | ------- | ----- | ----- | ------- |
| ABC        | –     |         |       | 0:3      |       | 3:2       |     | 1:3 |            | 0:0       | 0:1     | 3:0        |         |       |       | 1:1     |
| América    | 0:0 * | –       |       |          |       | 2:0       |     | 1:1 | 2:1        |           | 1:0     |            | 1:0     | 1:1   | 2:0   |         |
| Bahia      | 1:1   | 0:0     | –     | 3:0      |       | 10:2      |     | 4:1 |            | 5:2       | 3:1     | 2:0        |         |       |       |         |
| Botafogo   |       | 2:0     |       | –        | 3:3   |           | 1:4 |     | 0:0        |           |         |            | 3:2     | 0:3   | 4:0   | 3:6     |
| Ceará      | 1:1   | 1:2     | 2:1   |          | –     |           | 1:1 |     | 0:1        |           |         |            |         | 3:1   | 1:1   |         |
| Confiança  |       |         |       | 2:1      | 2:2   | –         |     |     |            | 0:2       | 0:2     | 0:1        |         | 2:3   |       | 0:2     |
| CRB        | 3:4   | 1:1     | 3:1   |          |       | 4:2       | –   | 1:1 |            | 2:1       |         | 1:0        |         |       | 3:0   |         |
| CSA        |       |         |       | 3:0      | 0:1   | 4:2       |     | –   | 1:1        |           |         |            | 3:2     | 3:2   |       | 0:1     |
| Fluminense | 2:1   |         | 1:0   |          |       | 2:0       | 2:2 |     | –          | 2:1       | 1:0     |            |         | 2:1   |       |         |
| Fortaleza  |       | 1:0     |       | 1:0      | 1:1   |           |     | 1:1 |            | –         | 2:2     | 1:0        |         | 4:3   |       | 0:2     |
| Náutico    |       |         |       | 8:2      | 3:0   |           | 3:2 | 3:3 |            |           | –       |            | 4:3     | 0:1   |       | 2:1     |
| Santa Cruz |       | 3:1     |       | 0:1      | 4:3   |           |     | 0:2 | 1:0        |           | 1:1     | –          | 2:1     |       |       | 1:0     |
| Sergipe    | 1:1   |         | 2:2   |          | 3:2   | 2:0       | 2:2 |     | 1:2        | 0:1       |         |            | –       |       | 1:2   |         |
| Sport      | 1:2   |         | 0:2   |          |       |           | 2:2 |     | 1:0        |           |         | 1:2        | 4:1     | –     | 2:0   |         |
| Treze      | 1:1   |         | 3:4   |          |       | 2:0       |     | 1:1 |            | 3:2       | 1:0     | 1:2        |         |       | –     |         |
| Vitória    |       | 3:2     | 3:0   |          | 2:1   |           | 3:2 |     | 3:0        |           |         |            | 4:0     | 5:0   | 2:2   | –       |

## Finalrunde

### Turnierplan
|  | Halbfinale | Halbfinale | Halbfinale | Halbfinale | Halbfinale |  |  | Finale | Finale  | Finale | Finale | Finale |
|  |            |            |            |            |            |  |  |        |         |        |        |        |
|  |            |            |            |            |            |  |  |        |         |        |        |        |
|  | Pernambuco | Náutico    | 0          | 0          | 0          |  |  |        |         |        |        |        |
|  | Bahia      | Bahia      | 0          | 1          | 1          |  |  |        |         |        |        |        |
|  |            |            |            |            |            |  |  | Bahia  | Bahia   | 3      | 2      | 5      |
|  |            |            |            |            |            |  |  | Bahia  | Vitória | 1      | 2      | 3      |
|  | Pernambuco | Santa Cruz | 2          | 0          | 2          |  |  |        |         |        |        |        |
|  | Bahia      | Vitória    | 1          | 3          | 4          |  |  |        |         |        |        |        |
|  |            |            |            |            |            |  |  |        |         |        |        |        |

## Halbfinale
| Datum     |            | Ergebnis  |            | Stadion (Zuschauer) |
| --------- | ---------- | --------- | ---------- | ------------------- |
| 20. April | Santa Cruz | 2:1 (2:1) | Vitória    | Arrudão             |
| 27. April | Vitória    | 3:0 (1:0) | Santa Cruz | Barradão (11.466)   |
| Gesamt:   | Santa Cruz | 2:4       | Vitória    |                     |

| Datum     |         | Ergebnis  |         | Stadion (Zuschauer) |
| --------- | ------- | --------- | ------- | ------------------- |
| 21. April | Náutico | 0:0       | Bahia   | Fonte Nova (15.613) |
| 28. April | Bahia   | 1:0 (0:0) | Náutico | Fonte Nova (29.043) |
| Gesamt:   | Náutico | 0:1       | Bahia   |                     |

## Finale

### Hinspiel
| EC Bahia                                          | EC Bahia | EC Vitória | EC Vitória |
| ------------------------------------------------- | --- | --- | ---------- |
| EC Bahia                                          | \| 5. Mai 2002 in Salvador (Bahia) (Fonte Nova) \| \| Ergebnis: 3:1 (2:1) \| \| Zuschauer: 64.689 \| \| Schiedsrichter: Carlos Simon ( Rio Grande do Sul) \|                  | \| 5. Mai 2002 in Salvador (Bahia) (Fonte Nova) \| \| Ergebnis: 3:1 (2:1) \| \| Zuschauer: 64.689 \| \| Schiedsrichter: Carlos Simon ( Rio Grande do Sul) \|                                            | EC Vitória |
| EC Bahia                                          | Emerson – Mantena, Danildo Accioly, Valdomiro, Chiquinho Baiano – Ramalho, Bebeto Campos, Preto Casagrande, Sérgio – Róbson, Nonato Reserve Alan , Capixaba Cheftrainer: Bobô | Paulo Musse – Maurício, Marcelo Heleno, Índio Alagoano, Leandro – Xavier, Fernando, Allan Dellon , Samir – Víctor Aristizábal, Robson Luiz Reserve Ramalho , Paulo , José Sand Cheftrainer: Arthurzinho | EC Vitória |
| EC Bahia                                          | 1:0 Nonato (22.) 2:1 Sérgio (36.) 3:1 Róbson (69.) | 1:1 Samir (31.) | EC Vitória |
| EC Bahia                                          | Mantena, Sérgio Alves, Nonato | Maurício, Leandro, Róbson Luiz | EC Vitória |
| EC Bahia                                          | Marcelo Heleno (86.) | | EC Vitória |
| 5. Mai 2002 in Salvador (Bahia) (Fonte Nova)      | | |            |
| Ergebnis: 3:1 (2:1)                               | | |            |
| Zuschauer: 64.689                                 | | |            |
| Schiedsrichter: Carlos Simon ( Rio Grande do Sul) | | |            |

### Rückspiel
| EC Vitória                                                  | EC Vitória | EC Bahia | EC Bahia |
| ----------------------------------------------------------- | --- | --- | -------- |
| EC Vitória                                                  | \| 12. Mai 2002 in Salvador (Bahia) (Fonte Nova) \| \| Ergebnis: 2:2 (1:1) \| \| Zuschauer: 23.120 \| \| Schiedsrichter: Márcio Rezende de Freitas ( Santa Catarina) \|                          | \| 12. Mai 2002 in Salvador (Bahia) (Fonte Nova) \| \| Ergebnis: 2:2 (1:1) \| \| Zuschauer: 23.120 \| \| Schiedsrichter: Márcio Rezende de Freitas ( Santa Catarina) \|                  | EC Bahia |
| EC Vitória                                                  | Jean – Maurício , Marcos, Índio Alagoano, Leandro – Xavier, Fernando , Allan Dellon, Robson Luiz – André Neles, Víctor Aristizába Reserve Ramalho , Léo Mineiro , Samir Cheftrainer: Arthurzinho | Emerson – Mantena, Marcelo, Valdomiro, Chiquinho Baiano – Ramalho, Bebeto Campos, Preto Casagrande, Sérgio – Róbson , Nonato Reserve Capixaba , Danildo Accioly , Alan Cheftrainer: Bobô | EC Bahia |
| EC Vitória                                                  | 1:0 Robson Luiz (6.) 2:1 Fernando (66., Elfmeter) | 1:1 Nonato (13.) 2:2 Nonato (85.) | EC Bahia |
| EC Vitória                                                  | Maurício, Marcos, Índio | Mantena, Nonato, Chiquinho, Emerson | EC Bahia |
| EC Vitória                                                  | Aristizába (90.+2') | Casagrande (90.+2') | EC Bahia |
| 12. Mai 2002 in Salvador (Bahia) (Fonte Nova)               | | |          |
| Ergebnis: 2:2 (1:1)                                         | | |          |
| Zuschauer: 23.120                                           | | |          |
| Schiedsrichter: Márcio Rezende de Freitas ( Santa Catarina) | | |          |

## Torschützenliste
| Pl. | Nat.        | Spieler            | Klub    | Tore |
| --- | ----------- | ------------------ | ------- | ---- |
| 1   | Brasilianer | Sérgio             | Bahia   | 13   |
| 2   | Brasilianer | Nonato             | Bahia   | 12   |
| 3   | Brasilianer | Cristiano Alagoano | CSA     | 11   |
|     | Brasilianer | Víctor Aristizába  | Vitória | 11   |
|     | Brasilianer | Fabricio Scamato   | CRB     | 11   |
| 6   | Brasilianer | Ludemar            | Náutico | 9    |